# بیل‌بیل‌یاک
بیل‌بیل‌یاک (ترکی آذربایجانی: Bilbilyak) یک منطقهٔ مسکونی در جمهوری آرتساخ است که در استان مارتونی واقع شده‌است.